# ジョシュ・ニアー
ジョシュ・ニアー（Josh Neer、1983年3月24日 - ）は、アメリカ合衆国アイオワ州デモイン出身の男性総合格闘家。シーザー・グレイシー柔術アカデミー所属。

## 来歴
2003年3月15日、プロデビュー。
2005年8月6日、UFC初参戦となったUltimate Fight Night 1でドリュー・フィケットと対戦し、チョークスリーパーで一本負け。
2006年8月26日、UFC 62でニック・ディアスと対戦し、チキンウィングアームロックで一本負け。
2007年5月19日、IFLにシルバーバックスのメンバーとして参戦。マーク・ミラーと対戦し、KO負け。
2008年4月2日、1年半ぶりのUFC復帰戦となるUFC Fight Night: Florian vs. Lauzonでディン・トーマスと対戦し、判定勝ち。9月17日、UFC Fight Night: Diaz vs. Neerのメインイベントでネイサン・ディアスと対戦し、1-2の判定負けを喫したもののファイト・オブ・ザ・ナイトを受賞した。
2009年2月7日、UFC Fight Night: Lauzon vs. Stephensでマック・ダンジグに一本勝ち。2試合連続のファイト・オブ・ザ・ナイトを受賞した。8月8日、UFC 101でカート・ペレグリーノと対戦し、0-3の判定負けを喫した。
2009年10月24日、UFC 104でグレイゾン・チバウと対戦し、0-3の判定負け。この試合は当初ライト級契約であったが、ニアーが1.5ポンド、チバウが2ポンド、と両者が体重超過となり、157ポンドのキャッチウェイトバウトとなった。
2010年5月6日、Bellator初参戦となったBellator 17でエディ・アルバレスと対戦し、チョークスリーパーで失神一本負けを喫した。
2011年10月1日、2年ぶりのUFC参戦となったUFC Live: Cruz vs. Johnsonでキース・ウィスニエフスキーと対戦し、2R終了時にドクターストップでTKO勝ちを収めた。
2012年1月20日、UFC on FX 1でドゥエイン・ラドウィックと対戦し、ギロチンチョークで一本勝ち。

## 戦績
| 総合格闘技 戦績 | 総合格闘技 戦績 | 総合格闘技 戦績 | 総合格闘技 戦績 | 総合格闘技 戦績 | 総合格闘技 戦績 | 総合格闘技 戦績 |
| --------------- | --------------- | --------------- | --------------- | --------------- | --------------- | --------------- |
| 48 試合         | (T)KO           | 一本            | 判定            | その他          | 引き分け        | 無効試合        |
| 34 勝           | 16              | 14              | 4               | 0               | 1               | 0               |
| 13 敗           | 2               | 5               | 6               | 0               | 1               | 0               |

| 勝敗 | 対戦相手                   | 試合結果                           | 大会名                                                                          | 開催年月日     |
| ○    | アンソニー・スミス         | 3R 3:48 リアネイキドチョーク       | Victory Fighting Championship 41                                                | 2013年12月14日 |
| ×    | コート・マッギー           | 5分3R終了 判定0-3                  | UFC 157: Rousey vs. Carmouche                                                   | 2013年2月23日  |
| ×    | ジャスティン・エドワーズ   | 1R 0:45 ギロチンチョーク           | UFC on FX 5: Browne vs. Bigfoot                                                 | 2012年10月5日  |
| ×    | マイク・パイル             | 1R 4:56 KO（右フック）             | UFC on FX 3: Johnson vs. McCall                                                 | 2012年6月8日   |
| ○    | ドゥエイン・ラドウィック   | 1R 3:04 ギロチンチョーク           | UFC on FX 1: Guillard vs. Miller                                                | 2012年1月20日  |
| ○    | キース・ウィスニエフスキー | 2R終了時 TKO（ドクターストップ）   | UFC Live: Cruz vs. Johnson                                                      | 2011年10月1日  |
| ○    | ブラス・アヴェナ           | 1R 2:54 TKO（パンチ連打&肘打ち）   | Superior Cage Combat 2                                                          | 2011年8月20日  |
| ○    | ジェシー・フアレス         | 1R終了時 TKO（負傷）               | Shark Fights 16: Neer vs. Juarez 【Shark Fightsウェルター級暫定タイトルマッチ】 | 2011年6月25日  |
| ○    | アンドレ・カセ             | 1R 0:20 TKO（パンチ連打）          | WWFC 2: Neer vs. Case                                                           | 2011年4月9日   |
| ○    | ジェシー・フィンニー       | 1R 4:09 フロントチョーク           | Fight Me MMA 1: The Battle Begins                                               | 2010年8月14日  |
| ×    | エディ・アルバレス         | 2R 2:08 チョークスリーパー         | Bellator 17                                                                     | 2010年5月6日   |
| ○    | アンセルモ・マルチネス     | 1R 3:05 チョークスリーパー         | Shark Fights 8 【Shark Fightsウェルター級暫定王座決定戦】                       | 2010年2月5日   |
| ○    | マット・ドラノワ           | 1R 3:48 TKO（パンチ連打）          | Max Fights DM: Ballroom Brawl 4                                                 | 2010年1月8日   |
| ×    | グレイゾン・チバウ         | 5分3R終了 判定0-3                  | UFC 104: Machida vs. Shogun                                                     | 2009年10月24日 |
| ×    | カート・ペレグリーノ       | 5分3R終了 判定0-3                  | UFC 101: Declaration                                                            | 2009年8月8日   |
| ○    | マック・ダンジグ           | 2R 3:36 三角絞め                   | UFC Fight Night: Lauzon vs. Stephens                                            | 2009年2月7日   |
| ×    | ネイサン・ディアス         | 5分3R終了 判定1-2                  | UFC Fight Night: Diaz vs. Neer                                                  | 2008年9月17日  |
| ○    | ディン・トーマス           | 5分3R終了 判定3-0                  | UFC Fight Night: Florian vs. Lauzon                                             | 2008年4月2日   |
| ○    | ニック・ゾルク             | 1R 2:16 腕ひしぎ十字固め           | C3: Smokey Mountain Showdown                                                    | 2007年10月27日 |
| ○    | ポール・ロドリゲス         | 1R 1:39 TKO（パンチ連打）          | GreenSparks: Full Contact Fighting 5                                            | 2007年7月27日  |
| ×    | マーク・ミラー             | 1R 0:54 KO（パンチ）               | IFL: Chicago                                                                    | 2007年5月19日  |
| ○    | タイソン・ブリス           | 1R 2:31 ギブアップ（打撃）         | FSG: Coliseum Carnage                                                           | 2007年4月8日   |
| ○    | マーク・ギアハート         | 1R 0:21 TKO（パンチ連打）          | Greensparks: Full Contact Fighting 3                                            | 2007年3月17日  |
| ○    | TJ・ウォルドバーガー       | 1R 0:24 TKO（パンチ連打）          | IFC: Road to Global Domination                                                  | 2007年3月4日   |
| ○    | ブッチ・ハジセク           | 1R 2:30 ギブアップ（パンチ連打）   | MCC 5: Thanksgiving Throwdown                                                   | 2006年11月22日 |
| ×    | ニック・ディアス           | 3R 1:42 チキンウィングアームロック | UFC 62: Liddell vs. Sobral                                                      | 2006年8月26日  |
| ×    | ジョシュ・バークマン       | 5分3R終了 判定0-3                  | UFC 61: Bitter Rivals                                                           | 2006年7月8日   |
| ○    | ジョー・スティーブンソン   | 5分3R終了 判定3-0                  | Ultimate Fight Night 4                                                          | 2006年4月6日   |
| ○    | メルヴィン・ギラード       | 1R 4:20 三角絞め                   | Ultimate Fight Night 3                                                          | 2006年1月16日  |
| ○    | アレックス・カーター       | 1R ギブアップ（パンチ連打）        | XKK: Des Moines                                                                 | 2005年11月23日 |
| ×    | ニック・トンプソン         | 2R 2:19 チョークスリーパー         | Extreme Challenge 64                                                            | 2005年10月15日 |
| ○    | フォレスト・ペッツ         | 1R 3:25 三角絞め                   | FFC 15: Fiesta Las Vegas                                                        | 2005年9月14日  |
| ×    | ドリュー・フィケット       | 1R 1:35 チョークスリーパー         | Ultimate Fight Night 1                                                          | 2005年8月6日   |
| ○    | トッド・カイザー           | 1R 1:41 ギブアップ（パンチ連打）   | Extreme Challenge 62                                                            | 2005年6月18日  |
| ○    | マーク・ロング             | 1R KO（パンチ）                    | XKK: Des Moines                                                                 | 2005年5月20日  |
| ○    | ジェイ・ジャック           | 5分3R終了 判定3-0                  | Extreme Challenge 61                                                            | 2005年4月22日  |
| ○    | デリック・ノーブル         | 1R 三角絞め                        | XKK: Des Moines                                                                 | 2005年3月19日  |
| ○    | テレンス・リーズビィ       | 2R 0:52 TKO（パンチ連打）          | Downtown Destruction 2                                                          | 2005年2月2日   |
| ○    | マーク・ベアー             | 3R 3:40 TKO（膝蹴り）              | VFC 8: Fallout                                                                  | 2004年11月27日 |
| ○    | デイビッド・ガードナー     | 1R TKO（パンチ連打）               | XKK: Des Moines                                                                 | 2004年10月30日 |
| ○    | アンソニー・マシアス       | 1R 0:41 TKO（パンチ連打）          | FFC 11: Explosion                                                               | 2004年9月10日  |
| ○    | フレッド・リーヴィー       | 1R TKO（パンチ連打）               | XKK: Xtreme Kage Kombat                                                         | 2004年8月7日   |
| ○    | カイル・ジェンセン         | 3R 1:04 腕ひしぎ十字固め           | Extreme Challenge 57                                                            | 2004年5月6日   |
| ×    | スペンサー・フィッシャー   | 5分5R終了 判定1-2                  | VFC 7: Showdown                                                                 | 2004年3月6日   |
| ○    | ジョー・チャコン           | 3分3R終了 判定                     | XKK: Clash in Curtiss 4                                                         | 2004年2月7日   |
| △    | ジョー・ジョーダン         | 3分3R終了 ドロー                   | AFA: Judgment Night                                                             | 2004年1月17日  |
| ○    | ロイス・ローク             | 1R 1:43 TKO（パンチ連打）          | Absolute Ada Fights 4                                                           | 2003年9月13日  |
| ○    | ジョシュ・ケネディ         | 1R 3:41 KO（スラム）               | Gladiators 20                                                                   | 2003年3月15日  |

## 獲得タイトル
- Shark Fightsウェルター級暫定王座（2010年）
- VFCウェルター級王座（2014年）

## 表彰
- ブラジリアン柔術 茶帯
- UFC ファイト・オブ・ザ・ナイト（3回）
- UFC サブミッション・オブ・ザ・イヤー（2006年）